# Comair (Sudafrica)
Comair Limited era una compagnia aerea sudafricana che operava servizi di linea su rotte nazionali come affiliata di British Airways (e membro affiliato dell'alleanza Oneworld). Operava anche come vettore a basso costo con il proprio marchio kulula.com. La sua base principale era l'aeroporto Internazionale O.R. Tambo, Johannesburg, e aveva come focus Città del Capo e Durban. La sua sede era vicino all'OR Tambo nella zona di Bonaero Park di Kempton Park, Ekurhuleni, Gauteng.
La società aveva avviato una procedura volontaria di salvataggio il 5 maggio 2020, a causa dell'impatto della pandemia di coronavirus. Le operazioni sono state sospese il 31 maggio 2022. Il 9 giugno 2022 è stato annunciato che non vi erano ragionevoli prospettive di salvataggio e che la società sarebbe stata posta in liquidazione.

## Storia
L'idea di una compagnia aerea nacque dall'incontro tra due piloti della Seconda Guerra Mondiale, J.M.S. Martin e A.L. Zoubert al loro ritentro in Sudafrica. Insieme a Leon Zimmerman nel dicembre 1943 costituirono Commercial Air Services (Pty.) Ltd. La società iniziò le operazioni charter il 15 giugno 1946 utilizzando un Fairchild F-24 Argus. I servizi di linea tra Johannesburg e Durban iniziarono il 1º luglio 1948, operati da un Cessna 195. Ben presto la società fu conosciuta semplicemente come Comair. Donald Novick entrò in Comair nel 1961, quando l'azienda aveva circa 50 dipendenti e in flotta due Douglas DC-3. Sotto la direzione di Novick, la compagnia ampliò la flotta e le attività.
Nel novembre 1967 le attività di volo cessarono e la società si trasformò in una finanziaria che controllava la "nuova" aerolinea, denominata Commercial Airways (Pty.) Ltd. anch'essa subito appellata Comair. Sempre sotto la direzione di Novick, l'azienda ampliò la flotta aggiungendo aerei a getto dopo la deregolamentazione in Sudafrica nel 1991.
Nel 1978, Donald Novick negoziò l'acquisizione di parte delle attività. Ne seguì una lunga battaglia legale con il Pickard Group. Il 5 giugno 1978, il giudice George Colman pubblicò un documento di 291 pagine a favore del dirigente. In tal modo, Colman stabilì 12 precedenti nel diritto societario sudafricano; il contenzioso è ora considerato un caso storico. Novick aveva aperto la strada a un forte rapporto con British Airways e una partnership attraverso un accordo di franchising. British Airways successivamente acquisì una partecipazione azionaria in Comair.
Nel 2001 kulula.com fu fondata da Gidon Novick ed Erik Venter, come prima compagnia aerea a basso costo sudafricana. Come parte di un investimento di 3,5 miliardi di RRL per l'aggiornamento della flotta, Comair ordinò otto Boeing 737-800 nel 2013. Non contenta, nel marzo 2014, Comair annunciava un ordine da 9 miliardi di sterline per otto Boeing 737 MAX 8.
Nel marzo 2015 il governo dei territori britannici d'oltremare di Sant'Elena e il Dipartimento per lo sviluppo internazionale (DFID) del Regno Unito annunciavano di aver raggiunto un accordo con Comair per servizi aerei settimanali da Johannesburg, iniziati poi nel 2016.
Nel dicembre 2019, Wrenelle Stander fu nominata Group CEO di Comair.

## Identità aziendale

### Proprietà e controllate
Comair Limited era una società per azioni quotata alla Borsa di Johannesburg (JSE: COM) che operava servizi aerei di linea e charter sia con il suo marchio a basso costo, kulula.com, sia con il marchio British Airways, come parte di un contratto di licenza con British Airways PLC.
Il gruppo aveva anche una serie di attività sussidiarie, tra cui:
- Comair Catering Proprietary Limited, operante con il marchio Food Directions, che forniva servizi di ristorazione e vendita al dettaglio a bordo per i voli del gruppo, e prodotti alimentari e sanitari ai rivenditori sudafricani.[17]
- SLOW Lounges, presso l'aeroporto O. R. Tambo, l'aeroporto Internazionale di Città del Capo e l'aeroporto Internazionale Re Shaka.[17]

Comair aveva anche una partecipazione del 56% in The Highly Nutritious Food Company Proprietary Limited, operante come Eatrite, che distribuisce i suoi prodotti ai rivenditori in Sudafrica.

### Quartier generale
Il quartier generale del Gruppo si trovava nel Bonaero Park, Kempton Park.

## Destinazioni
Comair offriva voli da e per le seguenti destinazioni, operando con il marchio British Airways: Mauritius, Namibia, Sudafrica, Zambia e Zimbabwe.

### Accordi di code-share
Comair aveva accordi di code-share con:
- Air France
- Cathay Pacific
- Etihad Airways
- Kenya Airways
- KLM
- Qatar Airways

## Flotta

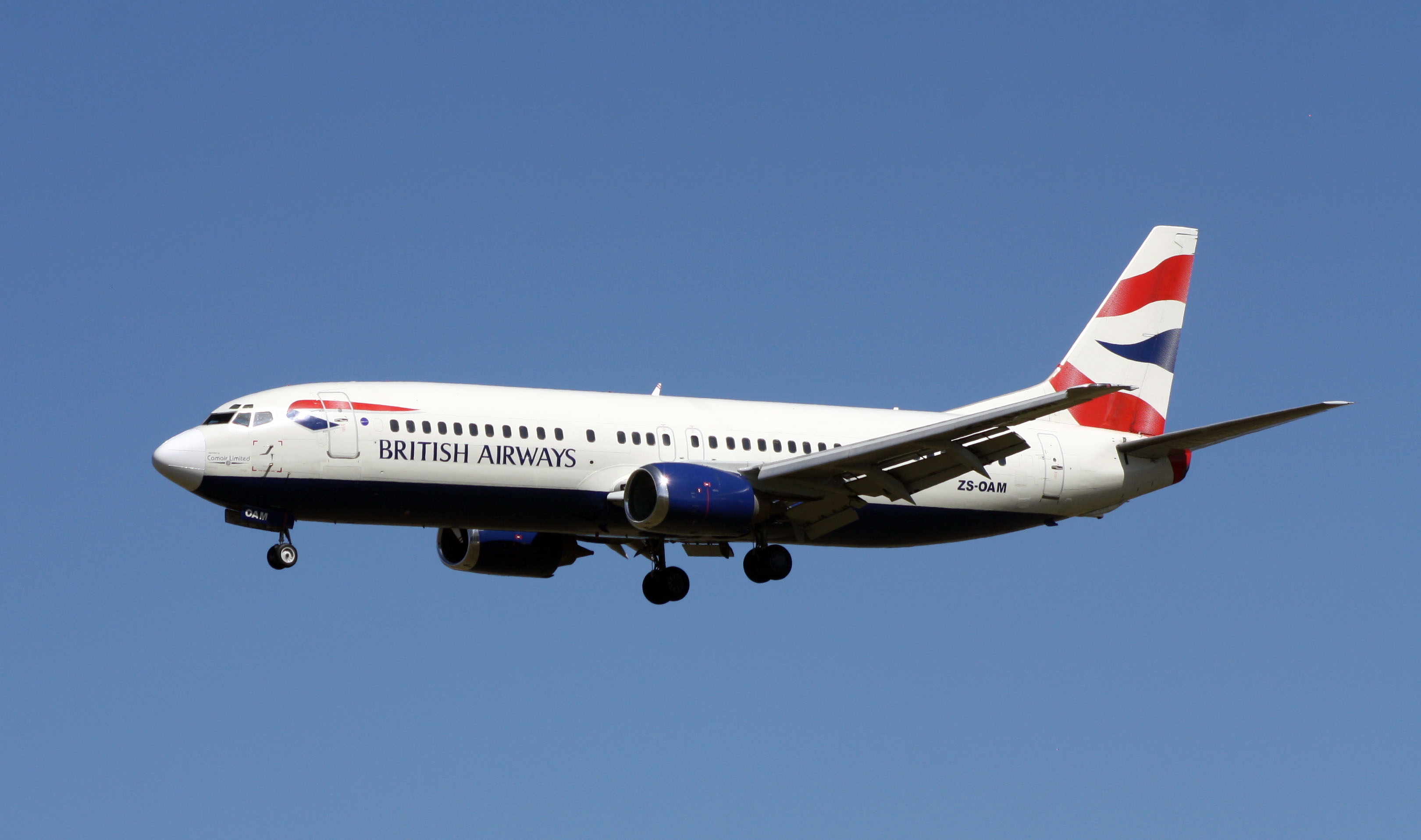
Un Boeing 737-400 nell'impeccabile livrea di British Airways.

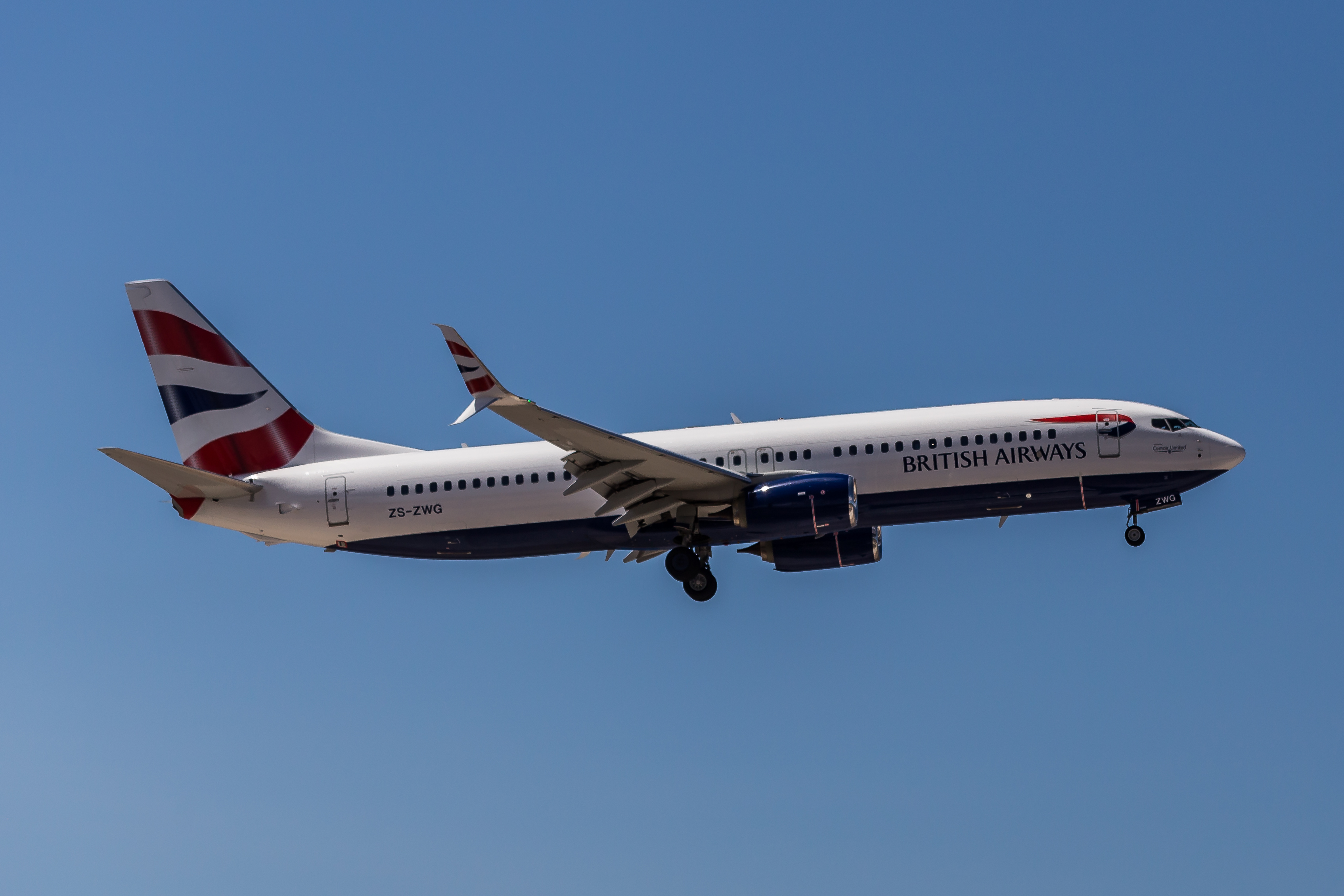
Un Boeing 737-800 nei colori completi di British Airways.

Al momento della chiusura, la flotta di Comair era composta da tre Boeing 737-400 e nove Boeing 737-800.
Inoltre, durante la sua storia, Comair ha operato con i seguenti aeromobili:
- ATR 42-300
- ATR 42-500
- ATR 72-200
- Boeing 737-200
- Boeing 737-300
- Douglas DC-3
- Embraer EMB 110 Bandeirante

## Incidenti
- Il 12 ottobre 1982, un Douglas C-47, marche ZS-EJK, precipitò su una montagna nella fitta nebbia. Non ci furono vittime.[22]
- Il 1º marzo 1988, il volo Comair 206, operato da un Embraer EMB 110 di marche ZS-LGP, si schiantò in una zona industriale di Germiston, in Sudafrica. Tutti i 17 a bordo rimasero uccisi. L'aereo operava un volo che partiva dall'aeroporto Phalaborwa (PHW) all'aeroporto Internazionale di Johannesburg (JNB). Vari testimoni riferirono di aver sentito una violenta esplosione e di aver visto l'aereo spezzarsi in due. Il cockpit venne trovato a più di 250 metri dalla fusoliera. Un minatore con problemi coniugali e finanziari, che aveva recentemente stipulato una grossa polizza assicurativa sulla vita, era salito sull'aereo. Si pensò che potesse aver fatto esplodere un ordigno esplosivo.[23]
- Il 26 ottobre 2015, un Boeing 737-500, marche ZS-OAA e operante per conto della British Airways, subì il collasso del carrello di atterraggio sinistro durante l'atterraggio, dopo un avvicinamento instabile e una flare ad altitudine troppo elevata. L'aereo venne in seguito ritirato dal servizio a causa dei danni sostanziali riportati.[24]